# دعفوص الصومال
دُعفُوص الصومال أو غَلَغُو الصومال نوع من الرئيسيات الشجرية الليلية في جنس الدعفوص من فصيلة الغلغوات. توجد في إثيوبيا وكينيا والصومال، وهي مهددة بفقدان الموائل.